# Мој јутарњи смех
Мој јутарњи смех је српски филм из 2019. године у режији и сценарију Марка Ђорђевића. Главне улоге тумаче Филип Ђурић, Ивана Вуковић, Јасна Ђуричић и Небојша Глоговац.
Филм је првобитно требало да буде краткометражни, али се редитељ Ђорђевић на крају ипак одлучио за дужу форму.  Сниман је у Крагујевцу, по жанру је драма, а у њему се у свакој сцени прожимају хумор и туга. Премијерно је приказан 26. новембра 2019. године у Комбанк дворани у оквиру 25. Фестивала ауторског филма. Филм је настао у продукцији продукцијске куће Altertise, у копродукцији са продукцијом компаније Cinnerent, а уз подршку Филмског центра Србије и града Крагујевца.

## Радња филма
Радња филма говори о закаснелом одрастању тридесетогодишњака Дејана, који коначно губи невиност. У ширем смислу филм говори о генерацији која је одрастала „под стакленим звоном” и чији су родитељи покушали да их сачувају од сурове реалности. Након што је одрастао, а Дејанови родитељи изгубили достојанство и снагу, он мора да се суочи са животом. Дејанове партнерке у филму су Каћа (Ивана Вуковић) и Радица (Јасна Ђуричић), док улогу видовњака Милоша тумачи Небојша Глоговац.

## Улоге
| Глумац           | Улога  |
| ---------------- | ------ |
| Филип Ђурић      | Дејан  |
| Ивана Вуковић    | Каћа   |
| Јасна Ђуричић    | Радица |
| Небојша Глоговац | Милош  |

Остале улоге  ▼
| Глумац              | Улога           |
| ------------------- | --------------- |
| Братислав Славковић | Рајко           |
| Ђорђе Ђоковић       | комшија         |
| Соња Исаиловић      | ћерка           |
| Александар Митровић | пацијент        |
| Момчило Симић       | брат            |
| Ема Муратовић       | сестра          |
| Драган Рашић        | човек у болници |
| Снежана Таталовић   | професорка      |
| Стефан Трифуновић   | Ракић           |

Комплетна ТВ екипа  ▼
| Редитељ              | Марко Ђорђевић      |
| Сценариста           | Марко Ђорђевић      |
| Продуцент            | Милош Пушић         |
| Копродуцент          | Ивица Видановић     |
| Извршни продуцент    | Стефан Јевђенијевић |
| Директор фотографије | Стефан Милосављевић |
| Костимограф          | Лила Вуковић        |
| Сценограф            | Марија Којић        |
| Дизајнер звука       | Стеван Милошевић    |

## Награде
- Врњачка Бања: Трећа награда за сценарио.[5]
- Филмски сусрети у Нишу: Гран при „Наиса” за најбољу улогу, Филип Ђурић.[6]